# Mondine Garcia
Mondine Garcia (Saint-Ouen, 1936 - aldaar, 29 december 2010) was een Franse gitarist die zigeunerjazz speelde in de traditie van Django Reinhardt.
Garcia behoorde tot de Kalé-muzikantenfamilie Garcia. Hij speelde vanaf zijn tiende musette: in Frankrijk stond hij bekend als de 'koning van de wals'. Vanaf 1960 speelde hij zigeneurjazz in café Chope aux Puces de Saint-Ouen, onder meer met de groep Les Manouches, en werd een voorbeeld voor talrijke jonge gitaristen als Stochelo Rosenberg, Tchavolo Schmitt, Biréli Lagrène en Romane. Eind jaren zeventig had hij enige jaren een zigeunerjazz- en bossanova-duo met zijn zoon, de gitarist  Ninine Garcia. Een van zijn laatste festivaloptredens was op het Jazz Festival Musette.
Garcia heeft meerdere keren plaatopnames gemaakt, zoals de plaat "Les Manouches" (verschenen op Le Kiosque d'Orphée). In 2007 kwamen deze opnames voor een deel opnieuw uit op de cd Les Manouches: Rare Recordings of Gypsy Music 1969-1983.